# Красномильське
Красноми́льське (рос. Красномыльское) — село у складі Шадрінського району Курганської області, Росія. Адміністративний центр Красномильської сільської ради.
Населення — 793 особи (2010, 796 у 2002).
Національний склад станом на 2002 рік: росіяни — 94 %.